# Hölderlin et la philosophie

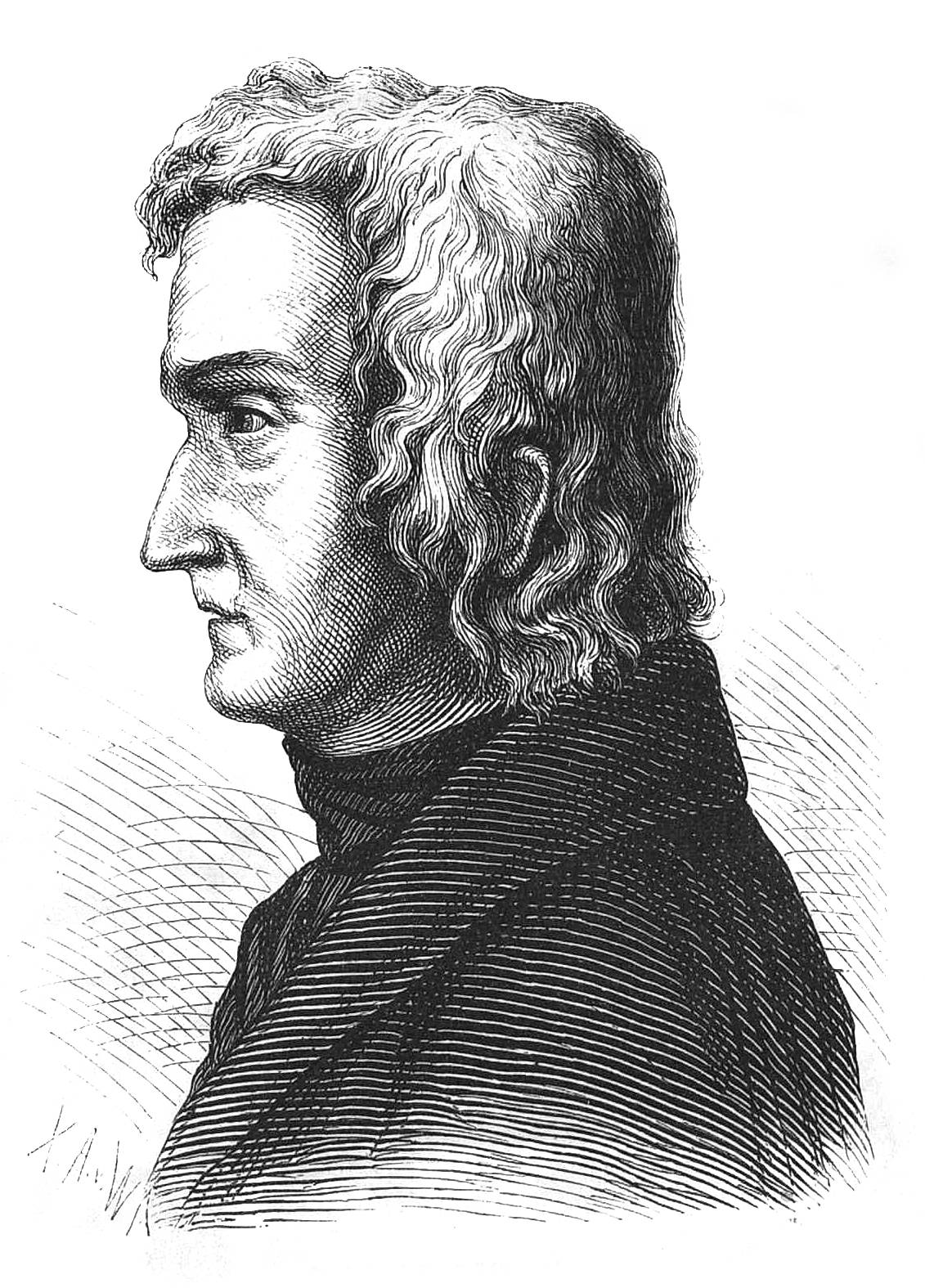
Friedrich Hölderlin, dans le journal Die Gartenlaube (1870).

La situation de Hölderlin par rapport à  la philosophie est à considérer sous plusieurs aspects : en tant que Friedrich Hölderlin (1770-1843) est à la fois poète et penseur au sein de son époque, et en tant que la reconnaissance de son importance est liée à sa réception qui ne commence vraiment qu'au début du XXe siècle. Comme philosophe, Hölderlin occupe une place à part dans la formation de l'Idéalisme allemand. Environ un siècle et demi plus tard, un certain nombre de ses thèmes de réflexion entreront en résonance avec des philosophes du vingtième siècle, notamment avec Martin Heidegger.

## Hölderlin en son temps

### Hölderlin et l'idéalisme allemand

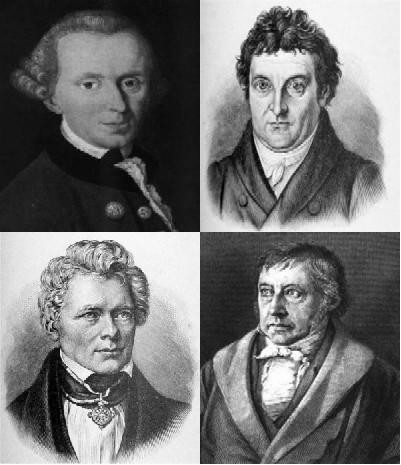
Philosophes de l'idéalisme allemand: Kant, Fichte, Schelling, Hegel

#### La lecture de Kant
En mai 1794, Hölderlin confie dans une lettre à l'un de ses correspondants : « Ma seule lecture pour l'instant, c'est Kant. Cet esprit merveilleux se révèle à moi de mieux en mieux ». En juillet de la même année, il écrit à Hegel : « Mes occupations sont maintenant assez concentrées. Kant et les Grecs sont à peu près ma seule lecture. J'essaie surtout de me familiariser avec la partie esthétique de la philosophie critique ».

#### «Le plus ancien programme systématique de l'idéalisme allemand»
Hölderlin est avec Hegel et Schelling le coauteur en 1795 du « plus ancien programme systématique de l´idéalisme allemand », texte à la paternité controversée selon les commentateurs. Philippe Jaccottet précise en note qu'« il s'agit d'un texte sans doute rédigé par Schelling sous l'influence directe de Hölderlin, à la suite de leurs rencontres de 1795, et copié de la main de Hegel au cours de l'été 1796 ».

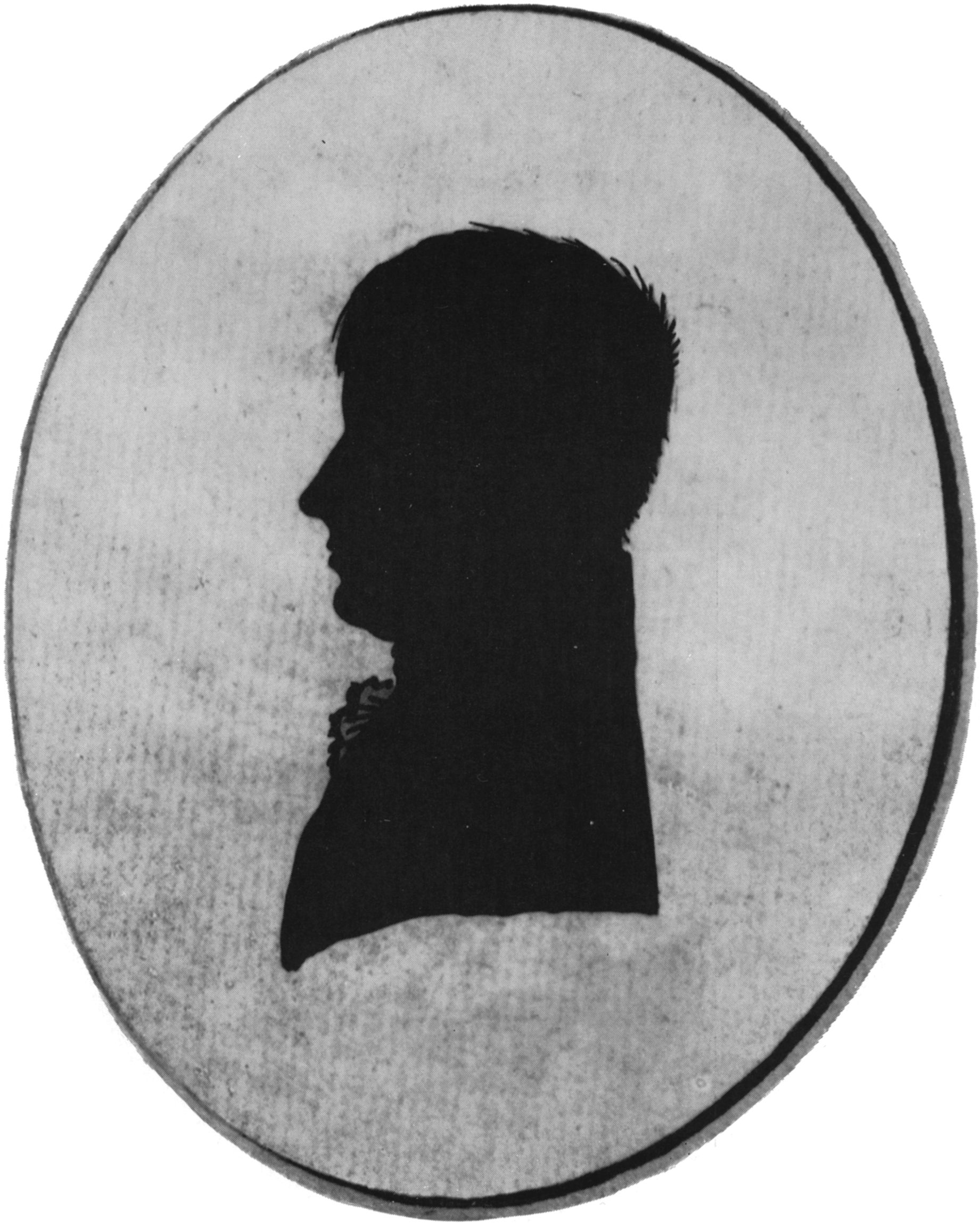
Silhouette de Hölderlin, 1797.

#### Critique de Fichte
Dans un fragment philosophique écrit vers 1795, « [Être et Jugement] », Hölderlin rappelle qu'il ne faut pas confondre l'Être avec l'identité. Jacques Rivelaygue commente longuement ce texte dans ses Leçons de métaphysique allemande. D'après lui, Hölderlin aura critiqué « le principe même de l'idéalisme allemand qui veut, en identifiant l'être de l'étant à la subjectivité, en faire le fondement ». Rivelaygue ajoute plus loin: « Schelling et Hegel vont réagir à l'objection » de Hölderlin « en essayant de trouver des solutions dans le cadre de l'idéalisme absolu »: Hegel est « moins attentif aux objections de Hölderlin que ne l'est Schelling ».

#### Différence de Hölderlin avec Schelling sur l'idée de nature
Pour Françoise Dastur, l'aspiration à une fusion de l'âme avec le « Tout » de la nature, omniprésente chez Hölderlin, est à prendre ici au sens de la Phusis grecque, celle même en usage dans la Naturphilosophie. Selon Dastur, la différence entre Schelling et Hölderlin réside dans leur compréhension opposée de la « totalité ». Le premier ne la conçoit que comme une simple « identité » alors que l'autre y voit « une totalité vivante et temporelle intégrant en elle un processus de différenciation interne ». En effet « la totalité considérée ici est une totalité en devenir et non pas une totalité déjà accomplie ; c'est la totalité du temps lui-même ».
Contrairement à Schiller, Hölderlin, et c'est là son originalité, abandonne définitivement la conception dualiste : la nature n'est plus opposée à l'Esprit, mais constitue la totalité elle-même et son devenir. D'autre part, contrairement à Schelling, chaque étape de ce processus, du plus simple au plus complexe (l'homme), manifeste la perfection déjà accomplie de la nature,.
Françoise Dastur conclut ainsi ce chapitre : « Tout ce qui est humain participe de ce processus poétique ; la créativité de l'homme doit être attribuée à la nature elle-même [...] Cette unité de la nature et de la poésie constitue indubitablement l'intuition fondamentale de Hölderlin ».

### Tragédie et philosophie chez Hölderlin

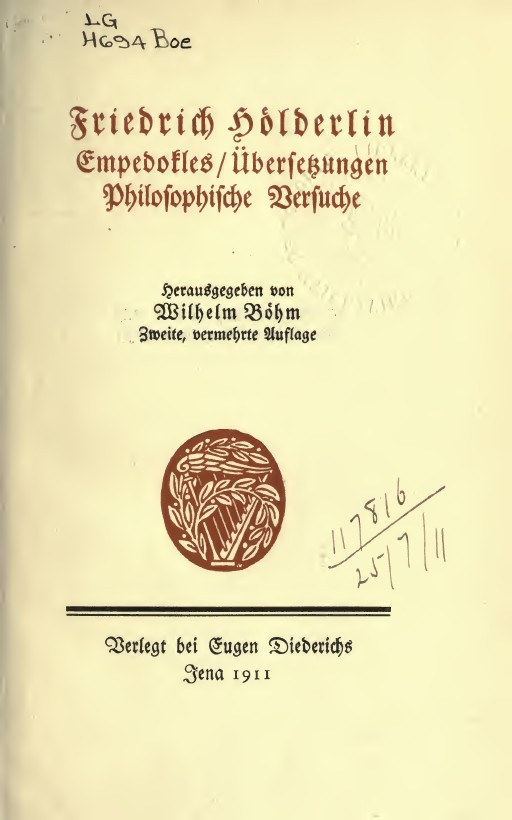
Friedrich Hölderlin, Empedokles - Ubersetzungen - Philosophische Versuche, Iéna, 1911.

Sur  « Empédocle et la mort », Beda Allemann commence par citer une phrase de Hölderlin dans l'essai d'une préface pour « Hypérion »: « Nous unir à la Nature, c'est-à-dire à un Tout unique et infini, voilà le but de tous nos efforts », dit Hypérion. Dans les premières versions de la Mort d'Empédocle de Hölderlin, l'aspiration à une fusion avec le « Tout » conduirait le personnage d'Empédocle à son suicide. Si le caractère inéluctable de cette mort demeure, sa motivation s'inverse toutefois complètement par la suite. La rencontre symbolique avec le prophète Manès sur l'Etna change du tout au tout la perspective. « Désormais il ne suffit plus, pour Empédocle, d'une nostalgie de l'UN-Tout, d'une insatisfaction dans l'existence pour donner un sens à sa mort »,. La réconciliation n'est qu'une apparence, Hölderlin parle même de mirage et d'illusion, une tragédie du temps qui n'accorde jamais de repos final : « le chemin que prend Empédocle pour mourir ne peut être réitéré ». Dès lors, selon Allemann et dans la conception de Hölderlin, les poètes ont « une fonction empédocléenne de médiateurs entre les dieux et les hommes », et « l'analogie entre l'Empédocle hölderlinien et le Christ devient toujours plus évidente ».
Chez Hölderlin, d'après Françoise Dastur, « la totalité ne peut se sentir elle-même que dans sa division, dans la souffrance, la décision,la singularité la plus absolue possible », et « il n'y a pas de monde universel mais au contraire toujours et à chaque fois un monde particulier »,. C'est pourquoi la tragédie a pu apparaître à Hölderlin comme une réponse au problème philosophique qui était le sien : celui de l'expression de cette totalité vivante qui englobe en soi à la fois l'art et la nature [...] et qu'il caractérise d'une formule empruntée à Héraclite : celle de l'« Un différent de lui-même »,.

## Réception philosophique de Hölderlin à partir duXXesiècle
Au chapitre de la réception philosophique de Hölderlin à partir du XXe siècle, Isabelle Kalinowski observe comment de nombreux interprètes ont notamment décrit l'évolution de l'écrivain dans la période qui aboutit à la publication des traductions de l' Œdipe roi et de l' Antigone de Sophocle, traductions qui « suscitèrent les sarcasmes de leurs premiers lecteurs, surpris par la violence de leur littéralité » et sont  célébrées aujourd'hui, depuis Nietzsche et Walter Benjamin, « comme une intuition géniale de “l'archaïsme primitif” qui continua de sous-tendre la Grèce classique ». Françoise Dastur fait pour sa part un rapprochement de l'apparition  du « médiateur » dans la période déjà plus tardive d' Empédocle chez Hölderlin avec l'idée au vingtième siècle du « dernier homme » de Nietzsche,.
Quant à l'ouvrage de Beda Allemann, Hölderlin et Heidegger (Hölderlin und Heidegger, 1954), François Fédier écrit en 1959 dans la « Préface du traducteur » que « ce livre n'a pas attendu sa traduction pour être commenté, discuté, voire critiqué ». La première partie de l'ouvrage s'intitule : « Friedrich Hölderlin. Le retournement natal ».

### Interprétations de lavaterländische Umkehr(«tournant patriotique»)
Hölderlin emploie l'expression « vaterländische Umkehr » dans les Remarques sur Antigone (Hölderlin, Anmerkungen zur Antigonae, 1804), note Françoise Dastur,.

#### 1923: formulation du modèle interprétatif de lavaterländische Umkehrpar W. Michel
En Allemagne, le modèle interprétatif  du « tournant patriotique » (vaterländische Umkehr) est formulé pour la première fois en 1923 par Wilhelm Michel dans son ouvrage Le tournant occidental de Hölderlin. Dans Hölderlin et Heidegger (1954), Beda Allemann critiquera la conception de Michel sur plusieurs pages au cours d'un paragraphe qu'il intitule « Le prétendu virage occidental ».
Selon Isabelle Kalinowski, la formulation de Wilhelm Michel fournit, dans l'entre-deux guerres, l'argument d'une « lecture nationaliste (au demeurant combattue par certains philologues) de celui dont on voulut faire le “poète de la patrie allemande” et qui connut à ce titre une véritable apothéose sous le régime national-socialiste ».
Dans la traduction en 1965 par François Fédier des Remarques sur Antigone de Hölderlin, l'expression « vaterländische Umkehr » est traduite par « retournement natal ». Traducteur de Martin Heidegger, François Fédier avait traduit en 1959 l'ouvrage de Beda Allemann Hölderlin et Heidegger (Hölderlin und Heidegger, Freiburg, 1954), où il indique en note dans sa préface que cette traduction « retournement natal » est « celle de Maurice Blanchot dans son remarquable article « Le tournant », in N.N.R.F., n°25, janvier 1955 ».

#### Heidegger et le «retournement natal» de Hölderlin
Sur le « retournement natal », Hölderlin et Heidegger de  Beda Allemann est, en 1959, l'ouvrage de référence pour des commentateurs ultérieurs de la relation de Heidegger à la poésie et pensée de Hölderlin, comme le philosophe heideggérien François Fédier, et à sa suite Françoise Dastur dans les années 1990. Dans les années 2000 paraît  Heidegger et Hölderlin. Le Quadriparti (2001) de Jean-François Mattéi considéré également aujourd'hui comme un ouvrage de référence.
D'après Mattéi, plusieurs interprètes ont avancé que la structure poétique spécifique du « retournement natal » de Hölderlin aurait influencé le « tournant »  (Kehre) de Heidegger, alors que Heidegger lui-même parle plutôt d'une affinité générique. Commenter Hölderlin aurait simplement permis à Heidegger d’affermir son intuition originelle quant à la manière d'aborder la question de l’être qu'il aurait acquise bien antérieurement avec la lecture d'Aristote. Allemann mettrait en rapport le « retournement natal » de Hölderlin et le « tournant » de Heidegger, comme si le « retournement natal » et le « tournant » relevaient d'une même structure, ou d'une intention comparable ; Mattéi conteste cette position car elle reviendrait, pour lui, à placer la pensée d'Heidegger sous la dépendance de la poésie d'Hölderlin.

### Lectures critiques de l'interprétation heideggérienne de Hölderlin
Les « approches » ou Erläuterungen de Heidegger, écrit Georges Leyenberger, « privilégient, comme on sait, la poésie sur tous les autres écrits de Hölderlin ». De ce fait, les œuvres théoriques de Hölderlin sont souvent « ignorées en leur enjeu propre » par Heidegger qui les range « dans une branche de l'idéalisme spéculatif ». Pour Leyenberger, ce qu'écarte et méconnaît le plus fortement Heidegger, c'est le travail accompli sur la métaphore : Heidegger identifie la métaphore et la métaphysique, sans déceler les tensions que la métaphore transporte au cœur de la métaphysique (chez Hegel et Aristote), le déplacement (chez Nietzsche), la rupture ou la césure (chez Hölderlin) qu'elle impose  .
L'interprétation heideggérienne de la poésie de Hölderlin a été sévèrement critiquée par Theodor W. Adorno, notamment dans son texte Parataxe. Sur les derniers poèmes de Hölderlin . Philippe Lacoue-Labarthe relève l'hostilité « irréductible » d'Adorno à l'égard de Heidegger, tout en reconnaissant chez lui l'injustice profonde du « penseur authentique » qui l'amène à méconnaître« scandaleusement le registre et la teneur propres de la question heideggérienne, c'est-à-dire la question de l'être ». Dans ce texte polémique, il ne s'agit pas seulement pour Adorno d'« une question de divergence ou d'opposition politique » au moment où la même année que Parataxe, il critique « l'idéologie allemande » et son « fameux Jargon de l'authenticité » (Jargon der Eigentlichkeit, 1964), mais aussi d'« une question de sensibilité. Et par conséquent de style »: Adorno reproche à Heidegger son  « manque du plus élémentaire sens esthétique » ainsi que « l'emphase lourdement sacralisante de sa “prédication”  hölderlinienne » témoignant « tout simplement de son manque de goût ». Plus avant, observe Lacoue-Labarthe, il le critique sur son manque d'attention « à la “texture” du poème »: Heidegger ne problématise pas le rapport entre la forme et le fond, catégories qu'en fait il récuse, « mais qu'Adorno, lui, travaille ». Il ne s'adresserait « qu'à l'élément “gnomique” du texte hölderlinien », en prélevant des sentences, des énoncés « théoriques »  ou « philosophiques », ce qui en somme apparenterait la poésie de Hölderlin à la Gedankenlyrik (« poésie d'idées ») de Schiller. Là où « Heidegger, pour toutes sortes de raisons stratégiques, élude la question de l'appartenance de Hölderlin […] à l'idéalisme spéculatif », Adorno par contre insiste sur « la pensée » de Hölderlin, qui « pense de manière spéculative, c'est-à-dire dialectiquement ». D'où, chez Adorno, « la prise en compte de l'élément syntaxique: du texte ou de la phrase ». Selon Philippe Lacoue-Labarthe, « nul n'a été aussi sensible à un certain “prosaïsme” de Hölderlin et à ce qui apparente le “phrasé” dialectique […] au mode d'exposition, par thème et variations, de la grande sonate ou de la grande symphonie beethovénienne ».